# Ferdinand Vottem
Ferdinand Vottem, né le 30 août 1797 à Visé et mort le 2 juin 1843 à Liège, est un médecin belge. Il enseigne à l'université de Liège de 1828 à 1843. De 1841 à 1843, il est également professeur d'anatomie à l'Académie royale des beaux-arts de Liège et membre à l'Académie royale de médecine de Belgique.

## Biographie
Né le 30 août 1797, (ou le 27 août 1797 selon le Journal de Bruxelles), le jeune Ferdinand Charles Édouard Vottem réalise ses premières études à Lixhe chez un oncle curé, puis à Liège chez un autre oncle, le professeur Nicolas-Gabriel Ansiaux. Il entre au Lycée de Liège en 1811 puis s'oriente vers la médecine à l'école secondaire fondée par les professeurs Nicolas-Gabriel Ansiaux et Jean-Nicolas Comhaire. Lorsque l'université de Liège est fondée en 1817, il est nommé « chef de clinique médicale », poste qu'il maintient jusqu'en 1820. Cette même année il obtient le titre de « docteur en médecine, chirurgie et accouchements » puis il part se perfectionner un an à Paris,.
Revenu à Liège en 1821, il y exerce en tant que médecin et consacre son temps libre « à donner des répétitions d'anatomie et de matière médicale ». En 1825, il épouse Josephine Eléonore Buron. Le couple a deux filles, Laure Josephine Elodie Vottem et Alice Sophie Vottem. La carrière dans l'enseignement du docteur Vottem commence en 1828, moment où il est nommé lecteur à l'université de Liège, chargé « d'enseigner la matière médicale et la médecine opératoire ». Nommé professeur extraordinaire en 1830, il échange le cours de matière médicale contre celui de pathologie chirurgicale lorsqu'a lieu la réorganisation des universités en 1835. En 1837, il obtient le titre de professeur ordinaire et succède à Vincent Fohmann à la classe d'anatomie descriptive,.
Dès la fondation de l'Académie royale de médecine de Belgique le 19 septembre 1841, il en est nommé membre et il y consacre « tous ses efforts pour démontrer la nécessité de rendre la vaccination obligatoire ». Il exerce également en tant que chirurgien des Hospices civils, de la garde civique et des pauvres par quartier,. Il fonde le Comité de salubrité publique, dont il est l'un des présidents,. Il est élu au jury central pour l'examen de candidature en médecine, d'abord en tant que membre suppléant en 1839, puis comme membre titulaire en 1841. Toujours en 1841, il est nommé professeur d'anatomie à l'Académie royale des beaux-arts de Liège,,.
Le médecin-enseignant, « aussi savant que modeste », meurt le 2 juin 1843,, dans un accident survenu à Liège et détaillé dans le Journal de Bruxelles du 4 juin 1843 : « Il revenait en tilbury avec son domestique, lorsqu'arrivé
près de la chapelle du Paradis, son cheval s'est effrayé et élancé dans la Meuse, malgré tous les efforts faits par le domestique pour le retenir. Les eaux, qui sont assez fortes en ce moment, ont entraîné bientôt M. Vottem, qui n'a pu, malgré la promptitude des secours, être retiré de la Meuse que privé de vie ».